# Liste des évêques de Mileto

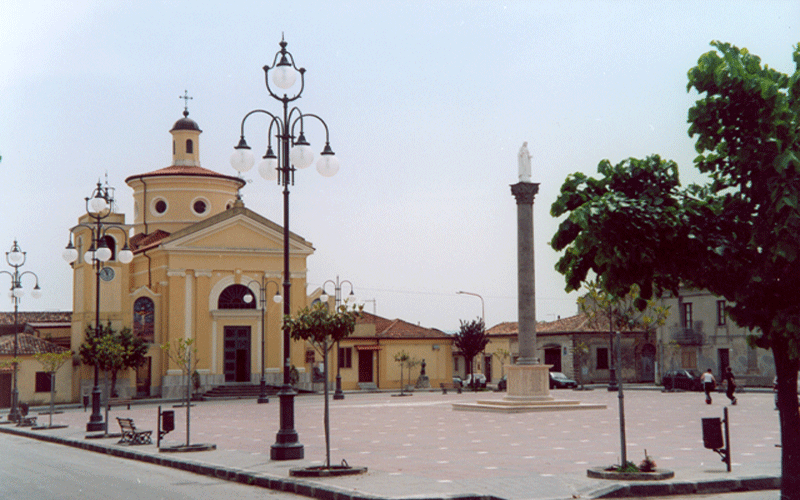
Cathédrale de Mileto

Cette liste recense les évêques du diocèse de Mileto fondé au XIe siècle. En 1986 le diocèse est uni avec le diocèse de Nicotera-Troppea dans le diocèse de Mileto-Nicotera-Tropea.

## Évêques de  Mileto
- Arnolfo † (1073 - 1077 )
- Diosforo † (1077 - vers  1090 )
- Goffredo † ( 1094)
- Eberaldo † ( 1099)
- Robert de Paris † (1101)
- Ugone † (1104)
- Giovanni † (1113)
- Goffredo Ier † (1119 - 1122)
- Rinaldo † ( 1123)
- Stefano † (1139 - 1157)
- Ard... † (1168)
- Anselmo † (1175 - 1179)
- Nicola † (1198)
- Pietro † (1200 - 1213)
- Ruggiero † (1222)
- Rivibardo † (?)
- Anonimo † (22 avril 1252 - ?)
- Giacomo, O.P. † (1259)
- Domenico † (1279)
- Diodato, O.P. † (1282 - 1286 )
- Saba † (1286 - 1298)
- Andrea Ier, O.Cist. † (1298 - 1311)
- Manfredi Giffone † (1311 - 5 novembre 1328 )
- Goffredo Fazzari † (1328 - 1339 )
- Pietro Valeriani † (2 juillet 1348 - 1370 )
- Tommaso Buccamungellis † (28 novembre 1373 - 8 janvier 1391)
  - Enrico de Solana † (19 septembre 1395 - ?) (illégitime)
- Andrea d'Alagni † (1398 - 1402 )
- Corrado Caracciolo † (2 octobre 1402 - 15 février 1411 )
- Astorgio Agnese † (18 septembre 1411 - 15 février 1413)
- Jacopo, O.Cist. † (15 février 1413 - ?)
- Domenico II † (1432 - 1435)
- Antonio Sorbilli † (26 juillet 1437 - 1463)
- Cesare Caietano, O.Cist. † (1er octobre 1463 - ? )
- Narciso † (25 juin 1473 - 1477 )
- Antonio de' Pazzi † (26 février 1477 - 1479 )
- Giacomo Della Rovere † (18 août 1480 - 6 mars 1504)
- Francesco Alidosi † (6 mars 1504 - 26 mars 1505)
- Sisto Franciotti Della Rovere † (1505 - 1508)
- Andrea della Valle † (23 février 1508 - 26 novembre 1523 )
- Quinzio de Rusticis † (26 novembre 1523 - 1566 )
- Innico d'Avalos d'Aragona, O.S. † (19 août 1566 - 9 février 1573)
- Giovan Mario De Alessandris † (9 février 1573 - 21 octobre 1585)
- Marco Antonio Del Tufo † (21 octobre 1585 - 1606)
- Giambattista Leni † (4 juillet 1608 - 3 août 1611)
- Felice Centini, O.F.M.Conv. † (31 août 1611 - 23 septembre 1613)
- Virgilio Cappone † (13 novembre 1613 - 1631 )
- Maurizio Centini, O.F.M.Conv. † (12 mai 1631 - 14 novembre 1639 )
- Gregorio Panzani, C.O. † (13 août 1640 - 1662 )
- Diego Castiglione Morelli † (26 juillet 1662 - 1681)
- Ottavio Paravicino † (12 mai 1681 - 1696 )
- Domenicantonio Bernardini † (18 juin 1696 - 11 janvier 1723 )
- Ercole Michele Ajerbi d'Aragona † (12 mai 1723 - 1734 )
- Marcello Filomarini † (27 septembre 1734 - mars 1756 )
- Giuseppe Maria Carafa, C.R. † (19 juillet 1756 - 1786)
- Enrico Capece Minutolo, C.O. † (18 juin 1792 - 6 mai 1824 )
- Vincenzo Maria Armentano, O.P. † (12 juillet 1824 - 15 août 1846 )
- Filippo Mincione † (12 avril 1847 - 1882)
- Luigi Carvelli † (3 juillet 1882 - 1888 )
- Antonio Maria de Lorenzo † (11 février 1889 - 28 novembre 1898 )
- Giuseppe Morabito † (15 décembre 1898 - 1922 )
- Paolo Albera † (9 mai 1924 - 27 octobre 1943 deceduto)
- Enrico Nicodemo † (22 janvier 1945 - 11 novembre 1952 )
- Vincenzo De Chiara † (30 avril 1953 - 5 mars 1979)
- Domenico Tarcisio Cortese, O.F.M. (15 juin 1979 - 30 septembre 1986 )

## Évêque de  Mileto-Nicotera-Tropea
- Domenico Tarcisio Cortese, O.F.M. (30 septembre 1986 - 28 juin 2007 )
- Luigi Renzo ( 28 juin 2007 - 3 juillet 2021)
  - Francesco Oliva, administrateur apostolique (3 juillet 2021-19 août 2021)
- Attilio Nostro (19 août 2021)